# Arved von Teichman und Logischen
Arved Guido Sylvius Fedor Theodor von Teichman und Logischen (* 11. April 1829 in Freyhan, Landkreis Militsch; † 18. Januar 1898 in Berlin) war ein königlich-preußischer Generalleutnant.

## Leben

### Herkunft
Teichman war ein Sohn des Herrn der Minderstandesherrschaft Freyhan Moritz von Teichman und Logischen (1790–1845) aus dessen zweiter Ehe mit Antoinette Otto (1805–1841).

### Militärlaufbahn
Teichman begann seine Militärkarriere in einem Kadettenkorps der Preußischen Armee. 1847 wurde er als Secondelieutenant der 8. Artillerie-Brigade zugeteilt und besuchte von 1847 bis 1849 die Vereinigte Artillerie- und Ingenieurschule in Charlottenburg.
Teichman war nach seiner Ernennung zum Offizier Erzieher und Lehrer der Prinzen Hermann (1829–1884) und Alexander (1831–1905) zur Lippe, sowie der Prinzen von Schwarzburg-Sondershausen.
1853 wurde Teichman Mitglied der Artillerie-Revision-Kommission in Deutz und 1854 zur Geschützgiesserei kommandiert, bevor er Erzieher an dem Kadettenhaus in Berlin wurde. 1855 wurde er Direktionsoffizier und Lehrer an der Vereinigten Artillerie- und Ingenieurschule in Charlottenburg. 1858 wurde er zum Premierleutnant und 1860 zum Hauptmann befördert.
1861 wurde er Kompaniechef der 1. See-Artillerie-Kompanie des preußischen Seebataillons in Kiel, 1865 Kompaniechef im Fußartillerie-Regiment „von Dieskau“ (Schlesisches) Nr. 6 in Glatz und 1866 dem Feldartillerie-Regiment „Generalfeldmarschall Graf Waldersee“ (Schleswigsches) Nr. 9 in Rendsburg als Mitglied der Artillerieprüfungskommission à la suite zur Seite gestellt. 1868 reiste er für mehrere Monate zu Schießversuchen nach England. Nach seiner Rückkehr wurde Teichman Batteriechef im Feldartillerie-Regiment „von Holtzendorff“ (1. Rheinisches) Nr. 8 in Koblenz und wurde während des Deutsch-Französischen Krieges als Leiter der Trainabteilung des Regiments eingesetzt.
Im Jahr 1871 wurde Teichman zum Major befördert. Er wurde Kommandeur des Fußartillerie-Regiments „Encke“ (Magdeburgisches) Nr. 4 in Magdeburg und als solcher 1877 zum Oberstleutnant und 1881 zum Oberst befördert. 1884 wurde er Kommandeur der 1. Fuß-Artillerie-Brigade in Berlin.
1887 wurde Teichman zum Generalmajor befördert und Mitglied der Studienkommission für die Kriegsschulen und der Artillerieprüfungskommission für Offiziere. Er wurde auch Inspektor der 1. Fuß-Artillerie-Inspektion in Berlin, des General-Artillerie-Komitees und der Ober-Militärischen-Studienkommission.
1889 wurde Teichman zum Generalleutnant befördert und auf Antrag 1890 zur Disposition gestellt.

### Auszeichnungen
Teichman war Ehrenritter des Johanniterordens und Träger des Roten Adlerordens 2. Klasse mit Eichenlaub sowie des Eisernen Kreuzes 2. Klasse.

### Familie
Im Jahr 1858 heiratete er Selma von Winterfeld (1832–1920), Tochter von August Albrecht von Winterfeld (1793–1860).
Von seinen Kindern heiratete Maria (1860–1945) den königlich-preußischen Generalleutnant Georg von Sausin (1842–1927), Emma (1861–1938) den Zuckerfabrik- und Gutsbesitzer in Domersleben Robert Lömpcke (1856–1922), Josephine (1865–1944) den Senatspräsidenten am Reichsgericht in Leipzig Johannes von Tischendorf (1850–1923). Der Sohn Hans (1864–1933) wurde königlich-preußischer Oberst und war mit Margarethe Noeldechen (1869–1966), einer Tochter des Mitglieds des Preußischen Abgeordnetenhauses Ferdinand Noeldechen (1818–1876), verheiratet.

## Werke
- Ueber die Anlage von Küstenbatterien, den artilleristischen Dienst in denselben und ihr Gefecht gegen Schiffe. Berlin 1864, OCLC 752730351.
- Adolf Siemens, Arved von Teichman und Logischen: Bericht über eine auf Allerhöchsten Befehl ausgeführte Reise zweier Artillerie-Offiziere nach England 1868. Voss, Berlin 1869, OCLC 252939078.
- Einige Vorschlaege für das Schiessen aus Küsten-Geschützen, namentlich Regeln über das Richten gegen bewegliche Ziele und ein Verfahren Entfernungen zu messen. Berlin 1874, OCLC 253023635.
- Kraft Prinz zu Hohenlohe-Ingelfingen: Vom Revolutionsjahr 1848 bis zum Ende des Kommandos in Wien 1856. In: Arved von Teichman und Logischen (Hrsg.): Aus meinem Leben. Aufzeichnungen des Prinzen Kraft zu Hohenlohe-Ingelfingen, weiland General der Artillerie und Generaladjutant Seiner Majestät des Kaisers und Königs Wilhelm I. Erster Band. Ernst Siegfried Mittler und Sohn, Berlin 1897, DNB 366218050, OCLC 310763690 (Digitalisat im Internet Archive [abgerufen am 6. Januar 2015]).